# Odynerus familiaris
Odynerus familiaris är en stekelart som beskrevs av Giordani Soika. Odynerus familiaris ingår i släktet lergetingar, och familjen Eumenidae. Inga underarter finns listade i Catalogue of Life.